# Балака Іван Терентійович
Іва́н Тере́нтійович Бала́ка (нар. 28 березня 1907, Петропавлівка — пом. 28 жовтня 1978, Харків) — український радянський літературознавець і педагог, доктор філологічних наук з 1969 року, професор з 1970 року. 

## Біографія
Народився 15 [28] березня 1907 року в селі Петропавлівці (нині село Шевченкове Пологівського району Запорізької області, Україна). 1937 року закінчив Київський університет. Член ВКП(б) з 1938 року.
Протягом 1945–1949 років викладав українську літературу у Львівському педагогічному інституті. З 1949 року обіймав посаду завідувача кафедри української літератури Харківського університету. Помер у Харкові 28 жовтня 1978 року.

## Наукова діяльність
Досліджував творчість Тараса Шевченка, Івана Франка, Марка Вовчка, Бориса Грінченка, Марка Кропивницького, Івана Котляревського, Михайла Драгоманова,  україно-російські літературні взаємини, історію української літературної критики, історію театру на західноукраїнських теренах, значення революційно-демократичної критики у розвитку української літератури. Серед праць:
- Патріотизм у поезії Шевченка // Учені записки Харківського державного університету. 1939. Том 17;
- Театр Західної України // Літературний журнал. 1940. № 2;
- Російські революційні демократи про Марка Вовчка // Учені записки Харківського університету. 1952. Том 45;
- Літературні погляди Івана Франка // Учені записки Харківського університету. 1956. Том 24;
- Іван Франко – почесний доктор російської словесності Харківського університету // Учені записки Харківського університету. 1956. Том 24;;
- Михайло Драгоманов про російську літературу // Учені записки Харківського університету. 1960. Том 3.

Автор праць з історії Харківського університету, про Бібліотеку імені Володимира Короленка.